# Роза вітрів (картографія)

Копія рози вітрів з навігаційної карти Педру Рейнела, 1504 року

Роза вітрів (лат. rosa ventorum — «троянда вітрів») — картографічне позначення основних географічних азимутів сторін горизонту у вигляді зірки з кількістю променів, кратною чотирьом. При кількості променів, рівній 32, називається також розою румбів.

## Класична роза вітрів
У Стародавньому світі використовувалася роза вітрів з 12-ма променями, яка в добу Середньовіччя замінилася сучасними розами вітрів — з 8-ма, 16-ма та 32-ма променями.

### Порівняльна таблиця назв променів класичної рози вітрів
| Грецькі                     | Пн                                   | ПнПнСх                          | ПнСх                      | Сх                            | ПдСх                              | ПдПдСх                             | Пд                    | ПдПдЗх                                | ПдЗх               | Зх                       | ПнЗх                                                   | ПнПнЗх                          |
| --------------------------- | ------------------------------------ | ------------------------------- | ------------------------- | ----------------------------- | --------------------------------- | ---------------------------------- | --------------------- | ------------------------------------- | ------------------ | ------------------------ | ------------------------------------------------------ | ------------------------------- |
| Основні сторони             | Аркт/Арктос (Ἄρκτος)                 |                                 |                           | Анатоле (Ἀνατολή)             |                                   |                                    | Месембрія (Μεσημβρία) |                                       |                    | Діс/Дісіс (Δύσις)        |                                                        |                                 |
| Гомер (варіант з 4 вітрами) | Борей (Βορέας)                       |                                 |                           | Евр (Εὖρος)                   |                                   |                                    | Нот (Νότος)           |                                       |                    | Зефір (Ζέφυρος)          |                                                        |                                 |
| Гомер (варіант з 6 вітрами) | Борей                                |                                 | Евр                       |                               | Апеліот/Апеліотес                 |                                    | Нот                   |                                       | Агрест             |                          | Зефір                                                  |                                 |
| Арістотель                  | Апарктій (Ἀπαρκτίας), Борей (Βορέας) | Месес (Μέσης)                   | Кекій (Καικίας)           | Апеліот/Апеліотес (Ἀπηλιώτης) | Евр (Εὖρος), Евронота (Εὐρόνοτοι) | Фенікій (Φοινικίας)                | Нот (Νότος)           |                                       | Ліпс (Λίψ)         | Зефір (Ζέφυρος)          | Аргест (Ἀργέστης), Олімпій (Ὀλυμπίας), Скірон (Σκίρων) | Фраскій/Траскій (Θρασκίας)      |
| Теофраст                    | Апарктій або Борей                   | Месес                           | Кекій                     | Апеліот                       | Евр                               | (Фенікій)                          | Нот                   |                                       | Ліпс               | Зефір                    | Аргест                                                 | Фракій/Тракій                   |
| Ventorum Situs              | Борей                                | Месес                           | Кекій                     | Апеліот                       | Евр                               | Орфонот                            | Нот                   | Левконот                              | Ліпс               | Зефір                    | Япікс або Аргест                                       | Фракій/Тракій                   |
| Тімосфен                    | Апарктій                             | Борей                           | Кекій                     | Апеліот                       | Евр                               | Евронот                            | Нот                   | Левконот або Лібонот                  | Ліпс               | Зефір                    | Аргест                                                 | Фраскій/Траскій або Кіркій      |
| De Mundo                    | Апарктій                             | Борей                           | Кекій                     | Апеліот                       | Евр                               | Евронот                            | Нот                   | Лібонот або Лібофенікс                | Ліпс               | Зефір                    | Аргест або Япікс, або Олімпій                          | Фраскій/Траскій або Кіркій      |
| Башта вітрів                | Борей                                |                                 | Кекій                     | Апеліот                       | Евр                               |                                    | Нот                   |                                       | Ліпс               | Зефір                    | Скірон                                                 |                                 |
| Римські                     | N                                    | NNE                             | NE                        | E                             | SE                                | SSE                                | S                     | SSW                                   | SW                 | W                        | NW                                                     | NNW                             |
| Сенека                      | Septentrio                           | Aquilo                          | Caecias                   | Subsolanus                    | Vulturnus або Eurus               | Euronotus                          | Auster або Notus      | Libonotus                             | Africus            | Favonius або Zephyrus    | Corus або Argestes                                     | Thrascias                       |
| Пліній                      | Septentrio                           | Aquilo або Boreas або Aparctias | Caecias                   | Subsolanus                    | Vulturnus                         | Phoenicias                         | Auster                | Libonotus                             | Africus            | Favonius                 | Corus                                                  | Thrascias                       |
| Авл Геллій                  | Septentrio Aparctias                 |                                 | Aquilo Boreas             | Eurus Apeliotes Subsolanus    | Vulturnus Euronotus               |                                    | Auster Notus          |                                       | Africus Lips       | Favonius Zephyrus        | Caurus Argestes                                        |                                 |
| Ватиканська таблиця         | Septentrio Апаркій (Ἀπαρκίας)        | Aquilo Борей (Βορέας)           | Vulturnus Кекій (Καικίας) | Solanus Афеліот (Ἀφηλιώτης)   | Eurus Евр (Εὖρος)                 | Euroauster Евронот(ос) (Εὐρόνοτος) | Auster Нот (Νότος)    | Austroafricus Лібонот(ос) (Λιβόνοτος) | Africus Ліпс (Λίψ) | Favonius Зефір (Ζέφυρος) | Chorus Япікс/Япіг (Ἰᾶπυξ)                              | Circius Фракій/Тракій (Θρακίας) |
| Ісидор Севільський          | Septentrio                           | Aquilo                          | Vulturnus                 | Subsolanus                    | Eurus                             | Euroauster                         | Auster                | Austroafricus                         | Africus            | Favonius                 | Corus                                                  | Circius                         |
| Середньовічні               | N                                    | NNE                             | NE                        | E                             | SE                                | SSE                                | S                     | SSW                                   | SW                 | W                        | NW                                                     | NNW                             |
| Карл Великий                | Nordroni                             | Nordostroni                     | Ostnordroni               | Ostroni                       | Ostsundroni                       | Sundostroni                        | Sundroni              | Sundvuestroni                         | Vuestsundroni      | Vuestroni                | Vuestnordroni                                          | Nordvuestroni                   |
| Хунайн ібн Ісхак            | шімаль                               | міс                             | ніс                       | шабан                         | азяб                              | ну'ама                             | джануб                | хайф                                  | хур джудж          | дабур                    | махва                                                  | джірбія                         |
| Діого Хомем                 | Tramontana                           | Greco-Tramontana                | Greco                     | Levante                       | Scirocco                          | Ostro-Scirocco                     | Ostro                 | Ostro-Libeccio                        | Libeccio           | Ponente                  | Maestro                                                | Maestro-Tramontana              |

## Інші галузі використання символу
У геральдиці розою вітрів називають символ у вигляді стилізованої зірки. Він використовується в емблематиці різних організацій: НАТО (чотири промені), ЦРУ США (16 променів), Міністерство з надзвичайних ситуацій і Міністерство транспорту РФ (8 променів), а також на гербах міст та ін. 

4-променева роза вітрів
8-променева роза вітрів
16-променева роза вітрів